# Joaquim Guerra
Joaquim Guerra (Fundão, 8 de abril de 1908 - Lisboa, 25 de dezembro de 1993) foi um sacerdote jesuíta português. Ele criou um complexo sistema de romanização do português para o mandarim.

## Biografia
Nascido em Lavacolhos, uma aldeia do concelho do Fundão (Portugal), Joaquim Guerra deixou a sua aldeia natal em 1920. Mas antes, em 1914 sente uma forte vocação para a vida religiosa Dirigindo-se para Espanha estudou o sacerdotismo em San Martin de Trebejo.Completados os estudos, ingressou num seminário da Companhia de Jesus em Oya, na Galiza, em 1925. Foi diretor da Escola Católica Estrela do Mar.
Viveu grande parte da sua vida no Oriente, sobretudo na China, para onde partiu em 1933, e no então território português de Macau, tendo traduzido os Analecto de Confúcio e criado um complexo sistema de romanização da língua chinesa para o português. Foi professor no Instituto Superior de Ciências Sociais e Política Ultramarina (ISCSPU, actual ISCSP, faculdade da Universidade Técnica de Lisboa).
Na longa tradição dos jesuítas, como Francisco Xavier e Matteo Ricci, o padre Guerra acabou por tornar-se um iminente sinólogo, provavelmente o mais importante em Portugal no século XX. Foi atropelado a 11 de agosto em 1993 em Toronto e ficou gravemnte ferido e após foi levado para Lisboa. Faleceu no concelho de Lisboa, em 1993 e foi enterrado no cemitério de Lumiar.